# Astor bicolor
L'astor bicolor (Astur bicolor; syn: Accipiter bicolor) és una espècie d'ocell de la família dels accipítrids (Accipitridae). Habita boscos d'Amèrica Central del Sud, des de l'est de Mèxic, cap al sud, per Amèrica Central i del sud fins a l'Uruguai, el Paraguai, Argentina i Xile. El seu estat de conservació es considera de risc mínim.

## Taxonomia
S'han descrit 5 subespècies:
- A. b. bicolor (Vieillot, 1817). Des del sud-est de Mèxic fins a les Guaianes, nord de Brasil i est de Perú.
- A. b. fidens Bangs et Noble, 1918. Del sud-oest de Mèxic.
- A. b. guttifer Hellmayr, 1917. Del sud de Bolívia, sud-oest de Brasil, Paraguai i nord de l'Argentina.
- A. b. pileatus (Temminck, 1823). Del centre i sud de Brasil i nord-est de l'Argentina.
- A. b. chilensis Philippi et Landbeck, 1864. Des del centre de Xile cap al sud fins a la Terra del Foc i a zones adjacents de l'Argentina.

La subespècie més meridional, és sovint considerada una espècie diferent, Accipiter chilensis, per alguns autors.
Tradicionalment l'astor bicolor estava classificat dins el gènere Accipiter. Tanmateix, estudis filogenètics moleculars van trobar que aquest gènere era polifilètic i es va proposar reordenar les seves espècies en 5 gèneres monofilètics. En base a aquests estudis, el Congrés Ornitològic Internacional, en la seva llista mundial d'ocells (versió 14.2, 2024) transferí aquesta espècie al gènere Astur, que fou recuperat per a tal fí.
Segons el Handook of the Birds of the World i la quarta versió de la BirdLife International Checklist of the birds of the world (Desembre 2019), aquest tàxon apareix classificat dins del gènere Accipiter.